# Centaurea sphaerocephala subsp. polyacantha
Centaurea sphaerocephala subsp. polyacantha é uma subespécie de planta com flor pertencente à família Asteraceae. 
A autoridade científica da subespécie é (Willd.) Dost, tendo sido publicada em Bot. J. Linn. Soc. 71(3): 203. 1976 [1975 publ. 1976].

## Portugal
Trata-se de uma subespécie presente no território português, nomeadamente em Portugal Continental.
Em termos de naturalidade é nativa da região atrás indicada.

## Protecção
Não se encontra protegida por legislação portuguesa ou da Comunidade Europeia.